# Formose Mendy (calciatore 2001)
Formose Mendy (Dakar, 2 gennaio 2001) è un calciatore senegalese, difensore del Lorient e della nazionale senegalese.

## Caratteristiche tecniche
È un terzino destro.

## Carriera

### Club
Nella stagione 2019-2020 gioca nelle giovanili del Porto; a fine stagione passa ai belgi del Club Bruges.
Il 19 giugno 2021 viene acquistato dai francesi dell'Amiens, militanti nella seconda divisione transalpina.

### Nazionale
Con la nazionale Under-20 senegalese ha preso parte alla Coppa delle nazioni africane Under-20 ed al Campionato mondiale di calcio Under-20 2019.
L'8 gennaio 2024 realizza il suo primo gol in nazionale maggiore nel successo per 1-0 contro il Niger.

## Statistiche

### Cronologia presenze e reti in nazionale
| Cronologia completa delle presenze e delle reti in nazionale ― Senegal | Cronologia completa delle presenze e delle reti in nazionale ― Senegal | Cronologia completa delle presenze e delle reti in nazionale ― Senegal | Cronologia completa delle presenze e delle reti in nazionale ― Senegal | Cronologia completa delle presenze e delle reti in nazionale ― Senegal | Cronologia completa delle presenze e delle reti in nazionale ― Senegal | Cronologia completa delle presenze e delle reti in nazionale ― Senegal | Cronologia completa delle presenze e delle reti in nazionale ― Senegal |
| Data                                                                   | Città                                                                  | In casa                                                                | Risultato                                                              | Ospiti                                                                 | Competizione                                                           | Reti                                                                   | Note                                                                   |
| ---------------------------------------------------------------------- | ---------------------------------------------------------------------- | ---------------------------------------------------------------------- | ---------------------------------------------------------------------- | ---------------------------------------------------------------------- | ---------------------------------------------------------------------- | ---------------------------------------------------------------------- | ---------------------------------------------------------------------- |
| 24-9-2022                                                              | Orléans                                                                | Bolivia                                                                | 0 – 2                                                                  | Senegal                                                                | Amichevole                                                             | -                                                                      | 85’                                                                    |
| 27-9-2022                                                              | Maria Enzersdorf                                                       | Senegal                                                                | 1 – 1                                                                  | Iran                                                                   | Amichevole                                                             | -                                                                      |                                                                        |
| 28-3-2023                                                              | Maputo                                                                 | Mozambico                                                              | 0 – 1                                                                  | Senegal                                                                | Qual. Coppa d'Africa 2023                                              | -                                                                      | 66’                                                                    |
| 17-6-2023                                                              | Cotonou                                                                | Benin                                                                  | 1 – 1                                                                  | Senegal                                                                | Qual. Coppa d'Africa 2023                                              | -                                                                      |                                                                        |
| 18-11-2023                                                             | Diamniadio                                                             | Senegal                                                                | 4 – 0                                                                  | Sudan del Sud                                                          | Qual. Mondiali 2026                                                    | -                                                                      | 63’                                                                    |
| 8-1-2024                                                               | Diamniadio                                                             | Senegal                                                                | 1 – 0                                                                  | Niger                                                                  | Amichevole                                                             | 1                                                                      | 61’                                                                    |
| 26-3-2024                                                              | Amiens                                                                 | Senegal                                                                | 1 – 0                                                                  | Benin                                                                  | Amichevole                                                             | -                                                                      | 90+3’                                                                  |
| 9-6-2024                                                               | Nouakchott                                                             | Mauritania                                                             | 0 – 1                                                                  | Senegal                                                                | Qual. Mondiali 2026                                                    | -                                                                      | 46’                                                                    |
| 9-9-2024                                                               | Lilongwe                                                               | Burundi                                                                | 0 – 1                                                                  | Senegal                                                                | Qual. Coppa d'Africa 2025                                              | -                                                                      | 42’                                                                    |
| 11-10-2024                                                             | Dakar                                                                  | Senegal                                                                | 4 – 0                                                                  | Malawi                                                                 | Qual. Coppa d'Africa 2025                                              | -                                                                      | 52’                                                                    |
| 15-10-2024                                                             | Lilongwe                                                               | Malawi                                                                 | 0 – 1                                                                  | Senegal                                                                | Qual. Coppa d'Africa 2025                                              | -                                                                      |                                                                        |
| Totale                                                                 |                                                                        | Presenze                                                               | 11                                                                     |                                                                        | Reti                                                                   | 1                                                                      |                                                                        |

## Palmarès

### Club

#### Competizioni nazionali
- Campionato francese di seconda divisione: 1

Lorient: 2024-2025